# تاريخ جنوب الهند

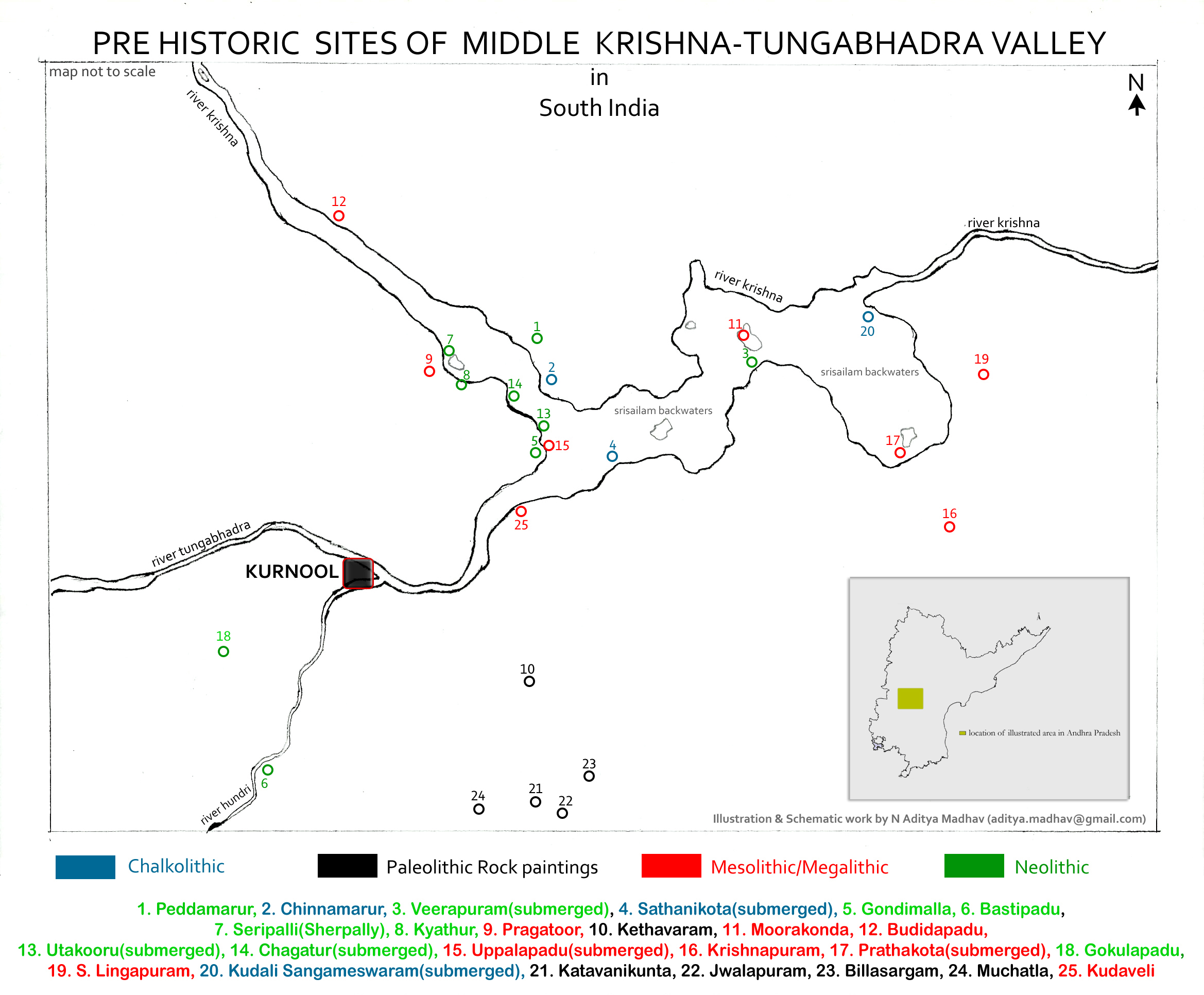

يغطّي تاريخ جنوب الهند فترة تتخطى أربعة آلاف عام والتي شهدت المنطقة خلالها صعود وسقوط عدد من السلالات والإمبراطوريات. تبدأ حقبة التاريخ المعروف للمنطقة مع العصر الحديدي (1200 قبل الميلاد وحتى 24 قبل الميلاد) وحتى القرن الرابع عشر من الحقبة الحالية. وصلت العديد من السلالات إلى أوج قوتها خلال فترات مختلفة من التاريخ مثل الساتافاهانا والتشولا والتشيرا والپانديائيون وتشالوكيا وبالافا وراشتراكوتا وكاكاتيا وسيفونا (يادافاس) وهويسالا. قاتلت تلك السلالات بعضها البعض باستمرار وقاتلت ضد القوى الخارجية عندما غزت جيوش المسلمين الهند الجنوبية. صعدت إمبراطورية فيجاياناغارا كرد فعل لتدخل المسلمين وغطت غالبية الجنوب الهندي ووقفت حصنًا في وجه توسع سلطنة مغول الهند في الجنوب. عندما وصلت القوى الأوروبية خلال القرنين السادس عشر والثامن عشر من الحقبة الحالية، قاومت الممالك الجنوبية، وفي صدارتها مملكة كيسور التي حكمها السلطان تيبو، التهديدات الجديدة، بينما استسلمت العديد من الأجزاء في النهاية للاحتلال البريطاني. أنشأ البريطانيون رئاسة مدارس التي غطت غالبية الهند الجنوبية، وأُديرت مباشرة من الراج البريطاني، وقسمت البقية إلى عدد من الولايات الأميرية المستقلة. بعد استقلال الهند، انقسمت جنوب الهند لغويًا إلى ولايات تامل نادو وأندرا براديش وكارناتاكا وكيرلا.

## ما قبل التاريخ
بقي جنوب الهند في العصر الحجري المتوسط حتى عام 2500 قبل الميلاد. وُثق إنتاج الحصاة الدقيقة في الفترة بين 6000 و3000 قبل الميلاد. استمرت حقبة العصر الحجري الحديث منذ 2500 قبل الميلاد وحتى 1000 قبل الميلاد، وتبعها العصر الحديدي الذي تميز بالمدفونات الميغاليثية. تحمل الحفريات القياسية التي وُجدت في أديتشنلور في حي تيرونلفلي وفي شمال الهند دليلًا مُثبتًا على هجرة الثقافة الميغاليثية باتجاه الجنوب. كان وادي كريشنا تونجابهادرا أيضًا مكانًا للثقافة الميغاليثية في جنوب الهند.

## العصر الحديدي
تعتبر مواقع هالور وكارناتاكا وأديتشنلور وتامل نادو أقدم مواقع العصر الحديدي في جنوب الهند، والتي يرجع تاريخها إلى 1200 عامًا قبل الميلاد.
بدأت الأدلة الخاصة بالكتابات المنقوشة في الظهور منذ القرن الخامس قبل الميلاد تقريبًا، وظهرت في صورة نقوش الكنادية-البراهمية والتاميل-براهمي، لتعكس بذلك انتشار البوذية في اتجاه الجنوب.

## التاريخ القديم
لم تظهر عادة الأدلة في شكل وثائق ونقوش في تاريخ الهند القديمة. على الرغم من أن هناك إشارات إلى أن التاريخ يعود إلى عدة قرون قبل الميلاد، لدينا فقط دليل أثري أصلي من القرون الأولى في الحقبة العامة.
خلال حكم أشوكا (304–232 قبل الميلاد) حكمت سلالات التاميل الثلاثة الجنوب، وهي تشولا وتشيرا والپانديائيون.

### سلالة الپانديائيين
كان الپانديائيون إحدى سلالات التاميل القديمة الثلاثة (تشولا وتشيرا هم السلالتان الأخريان) التي حكمت بلد التاميل منذ عصور ما قبل التاريخ وحتى نهاية القرن الخامس عشر. فقد حكموا في البداية من كوركاي، وهي ميناء بحري في الحافة الواقعة في أقصى جنوب شبه الجزيرة الهندية، وانتقلوا لاحقًا إلى مادوراي. ذُكر الپانديائيون في الأدب السنغمي (400-300 قبل الميلاد) بالإضافة إلى المصادر الإغريقية والرومانية خلال تلك الفترة.
أصبحت سلالة الپانديائيين الأوائل المذكورة في الأدب السنغمي في غموض خلال غزو الكلبرائيين. انتعشت السلالة بقيادة كادونجون في بداية القرن السادس قبل الميلاد، ودفعت بالكلبرائيين خارج بلد تاميل وحكموا من مادوراي. انحدروا مجددًا مع صعود التشولا في القرن التاسع قبل الميلاد وكانوا في صراع مستمر معهم.
تحالف الپانديائيون مع السنهالا والتشراس وتحرشوا بإمبراطورية التشولا حتى وجدوا فرصة لإعادة أمجادهم في نهايات القرن الثالث عشر. وسّع جاتافارمات سوندارا البانديئي (1251) إمبراطوريتهم حتى تيلوغويون وغزا سريلانكا ليقهر النصف الشمالي من الجزيرة. كان لهم أيضًا روابط تجارية ممتدة مع الإمبراطوريات البحرية في جنوب شرق آسيت مثل سريفيجايا وخلفائها. طوال تاريخهم، كان الپانديائيون في صراع متكرر مع البالافا والتشولا وهويسالا وأخيرًا الغزاة المسلمين من سلطنة دلهي. انتهت أخيرًا مملكة الپانديائيين بعد تأسيس سلطنة مادوراي في القرن الرابع عشر من الحقبة الحالية. برع الپانديائيون في كل من التجارة والأدب. وقد سيطروا على مصايد اللؤلؤ على طول الساحل الهندي الجنوبي، بين سريلانكا والهند، والذي أنتج أحد أجود أنواع اللؤلؤ في العالم القديم.

### إمبراطورية سلالة تشولا
كانت التشولا أحد السلالات الثلاث الرئيسية التي حكمت جنوب الهند في العصور القديمة. كان كاريكالا تشولا (نهاية القرن الأول قبل الميلاد) الملك الأشهر خلال السنوات الأولى للسلالة وتمكن من فرض السيادة على الپانديائيين وتشيرا. دخلت سلالة تشولا في فترة من الانحدار ابتداء من القرن الرابع قبل الميلاد. تزامنت تلك الفترة مع صعود الكلبرائيين الذين انتقلوا من تاميل الشمالية وأسقطوا الممالك القائمة وحكموا غالبية الهند الجنوبية لفترة قاربت 300 عامًا.
أعاد فيجايالايا تشولا إحياء سلالة التشولا في عام 850 قبل الميلاد عندما قهر ثنجفور وسيطر على إلانجو موثاراير وجعلها عاصمةً له. هزم ابنه أديتيا ملك البالافا، أباراجيتا، ووسّع مناطق التشولا حتى توندايماندالام. كانت مراكز مملكة التشولا في كانتشيبورام وثنجفور. كان راجا تشولا أحد أقوى حكام التشولا، وحكم من 985 وحتى 1014 قبل الميلاد. هزم جيشه البحرية الخاصة بالتشيرا في ثيروفانانثابورام، وضم أنورادابورا ومقاطعة سيلان الشمالية. أكمل راجندرا تشولا الأول احتلال سريلانكا وغزا البنغال ونفذ حملة بحرية عظيمة احتلت أجزاء من ملايو وبورما وسومطرة. بدأت سلالة تشولا في الاضمحلال بحلول القرن الثالث عشر وانتهت في 1279. كان التشولا بنائين عظماء وتركوا بعضًا من الأمثلة الأروع على عمارة معابد التاميل القديمة. يُعتبر معبد بريهاديسفارا في ثنجفور أحد الأمثلة الواضحة على ذلك، كما اختير واحدًا من مواقع الأمم المتحدة.

### سلالة تشيرا
كانت سلالة تشيرا واحدة من سلالات تاميل التي حكمت جنوب الهند منذ العصور القديمة وحتى قرابة القرن الثاني عشر من الحقبة العامة. حكم التشيرا القدماء عبر مناطق ساحل مليبار وكويمباتور وارود وناماكال وكرور سالم في جنوب الهند، والتي تكوّن الآن جزءًا من ولايات كيرالا وتاميل نادو. خلال حكم التشيرا الأوائل، استمرت التجارة في تحقيق الرفاهية لمناطقهم عن طريق تجارة التوابل والعاج والأخشاب واللؤلؤ والأحجار الكريمة التي صُدرت إلى الشرق الأوسط وجنوب أوروبا. يمكن مشاهدة الدليل على التجارة الخارجية الممتدة منذ العصور القديمة عبر مناطق ساحل مليبار (موزيريس) وكارور وكويمباتور.